# Колчанов, Аркадий Михайлович
Аркадий Михайлович Колча́нов (1925—2008) — советский художник-график, известный мастер ксилографии. Народный художник РСФСР (1984), член СХ СССР (1963), член-корреспондент Академии творчества СССР (1991). Почётный гражданин города Кирова (2001).

## Биография
Родился 6 октября 1925 года в деревне Долгой в семье крестьянина. Учился в средней школе, в 1942 году, не окончив школу, был призван в армию. С 9 августа по 3 сентября 1945 года участвовал в войне с Японией. Был командиром зенитного орудия 1590-го армейского зенитно-артиллерийского полка 384-й стрелковой дивизии 25-й армии Дальневосточного фронта под командованием генерала Петра Мамаева. Получил ранение в коленный сустав и с 18 сентября по 8 ноября 1945 года находился на излечении в госпитале. После окончания войны служил на территории Кореи в охране лагеря японских военнопленных, затем три года — в районе портового города Нампхо на берегу Жёлтого моря. Демобилизовался в 1950 году, сдал экзамены за среднюю школу экстерном. В 1953 году поступил на 3 курс Горьковского художественного училища, но вскоре оставил его и поступил на факультет графики Московского полиграфического института, среди его преподавателей — В. Житенев, А. Гончаров, А. Журов, ученики В. А. Фаворского. По совместительству Аркадий Колчанов работал художником в Кировском книжном издательстве, Кировских художественно-производственных мастерских. В 1961 году закончил обучение, переехал в Киров, преподавал.
В 1964—1966, 1976—1978 и 1983—1985 годах возглавлял Кировскую организацию Союза художников РСФСР, в 1977—1981 годах был членом центральной ревизионной комиссии Союза художников СССР, в 1978 году избирался членом правления Союза художников СССР.

## Творчество
Известный график, в особенности в технике ксилографии. Главная тема творчества — природа Вятской земли. Известен также работами акварелью, карандашом, гуашью. Участник более 150 выставок всех уровней и 4 симпозиумов международных творческих групп художников. Участвовал в оформлении книг С. Есенина, А. Твардовского, А. Блока, 16-и томов «Книги памяти», 10-и томов Энциклопедии земли Вятской. Работы Колчанова печатались в газетах «Правда», «Советская Россия», «Советская культура», «Труд», «Социалистическая индустрия», «Кировская правда», в журналах «Советский Союз», «Смена», «Волга», «Юный художник». Работы представлены более чем в 100 художественных музеях, государственных и частных коллекциях и галереях России, США, Великобритании, Кубы, Мексики, Германии, Венгрии, Чехии, Эфиопии.

## Семья
Дочь Ольга Колчанова (род. 1953) — художник-график во втором поколении. Окончила художественно-педагогическое отделение Кировского училища искусств и Московский полиграфический институт, заведует кафедрой графического дизайна в Кировском филиале Московского гуманитарно-экономического института.

### Персональные выставки
- Киров, Вологда, Петрозаводск, Сыктывкар, Архангельск (1968—1970)
- Киров, Кирово-Чепецк (1975)
- Киров (1985)
- Москва, Ленинград (1986)
- Архангельск (1987)
- Киров (1995)
- Кирово-Чепецк (1996)

## Награды
Награждён орденами Дружба, Отечественной войны II степени, медалью «За победу над Японией», медалью Жукова, медалью КНДР «За освобождение Кореи» и другими наградами. 

## Память
В центре города Кирова в 2009 году в целях увековечения памяти Колчанова Аркадия Михайловича участника Великой Отечественной войны, народного художника РСФСР, Почётного гражданина города Кирова была установлена мемориальная доска на доме где он жил.

## Комментарии
1. ↑  Деревня Долгая, относившаяся к Ключевской волости Котельничского уезда, в последующем входила в состав Ключевского сельсовета Шабалинского, с 1945 года — Новотроицкого района; не сохранилась, ныне — территория Шабалинского района Кировской области[2].